# Pielęgnowanie
Pielęgnowanie – zespół czynności wchodzących w proces pielęgnowania chorych lub postępowania w zakresie ochrony zdrowia ludności. Specjalną rolą osoby pielęgnującej jest pomagać człowiekowi choremu lub zdrowemu w czynnościach mających na celu zapewnienie pełnego zdrowia lub powrotu do niego. 
Czynności obejmują:
- zapewnienie choremu zaspokojenie w miarę możliwości i w granicach zdrowego rozsądku potrzeb bio- psychospołecznych, ze specjalnym podkreśleniem czynności zapewniających choremu wygodę, poczucie bezpieczeństwa, poszanowanie godności osobistej, a w krytycznych przypadkach spokojną śmierć
- czynności pomocnicze, związane z ustaleniem diagnozy przez lekarza
- czynności wynikające z przeprowadzenia ustalonego przez lekarza planu leczenia, w tym zakresie wykonywanie zleconych zabiegów leczniczych
- wykonywanie szczepień ochronnych
- właściwe oddziaływanie na środowisko domowe i zawodowe pacjenta
- propagowanie zasad higieny i prowadzenie oświaty zdrowotnej
- popularyzowanie i wykorzystywanie zdobyczy nauki medycznej
- wyszukiwanie kontaktów, ognisk zakaźnych, prowadzenie akcji uświadamiających
- analizę potrzeb i ustalanie na jej podstawie planu zmierzającego przy aktywnej postawie pacjenta i jego otoczenia do odzyskania lub poprawy stanu zdrowia, umożliwienia powrotu do normalnych warunków życia lub uzyskania rehabilitacji i resocjalizacji w możliwych granicach

Pielęgnowanie to pomaganie człowiekowi, aby mógł żyć lepiej i zachować zdrowie, a w chorobie przyczyniać się do tego żeby proces zdrowienia przebiegał jak najkorzystniej. Pielęgnowanie winno służyć także ludziom umierającym. (Florence Nightingale)
Pielęgnowanie to aktywność, którą ludzie inicjują i realizują osobiście w stosunku do siebie samych, aby otrzymać zdrowie i życie, oraz zapewnić sobie dobre samopoczucie. (Dorothea Orem)
Pielęgnowanie to asystowanie człowiekowi, które zmierzać będzie do osiągnięcia przez niego optimum funkcjonowania w różnych stanach zdrowia. (WHO)
Pielęgnować: poznawać, chronić, wydobywać siły, nieść bezinteresowną pomoc w bezradności i cierpieniu.  (Helena Radlińska)
Zobacz też: pielęgniarz, Florence Nightingale, model pielęgnowania, teoria pielęgniarstwa

Przeczytaj ostrzeżenie dotyczące informacji medycznych i pokrewnych zamieszczonych w Wikipedii.